# Долинин, Алексей Георгиевич
Алексей Георгиевич Долинин (1910—1942) — советский киноактёр.

## Биография
Родился 22 марта 1910 года во Владимирской губернии, ныне Ивановской области, в семье плотника.
В 1924 году поступил в Новосибирскую школу ФЗУ наборщиком полиграфического производства. В 1927 году поступил на учёбу на факультет внешней торговли Новосибирского института народного хозяйства.
В 1930 году Алексей Долинин поступил на актёрский факультет Государственного техникума кинематографии в Москве, который окончил в 1933 году. В этом же году начал сниматься в кино. Играл, в основном, задорных героев, своих современников, военных, рабочих.
Погиб в феврале 1942 года при бомбёжке поезда подо Ржевом.
Утверждается, что его друг и ровесник А. Т. Твардовский посвятил именно Долинину своё известное стихотворение «Я убит подо Ржевом»
.

## Фильмография
- 1934 год — «Четыре визита Самуэля Вульфа» — друг Никитина
- 1935 год — «У самого синего моря» — Петька
- 1936 год — «Тринадцать» — Тимошкин
- 1938 год — «Волга, Волга» — милиционер
- 1938 год — «Победа» — повар Серёжа
- 1939 год — «Девушка с характером» — влюблённый
- 1939 год — «Комендант птичьего острова» — краснофлотец
- 1939 год — «Ночь в сентябре» − шахтёр
- 1939 год — «Трактористы» — пожарный
- 1940 год — «Бабы» — Ваня Сомов
- 1940 год — «Будни» — инструктор по парашютному делу
- 1941 год — «Морской ястреб» — эпизод
- 1941 год — «Отважные друзья» — Пётр Клименко
- 1941 год — «Свинарка и пастух» — милиционер
- 1941 год — «Сердца четырёх» — солдат
- 1942 год — «Александр Пархоменко» — гость, поедающий яблоки
- 1942 — Боевой киносборник № 8